# Surodingin
Surodingin is een bestuurslaag in het regentschap Padang Lawas van de provincie Noord-Sumatra, Indonesië. Surodingin telt 648 inwoners (volkstelling 2010).